# Zachary Quinto
Zachary John Quinto (* 2. června 1977 Pittsburgh, Pensylvánie, USA) je americký filmový a televizní herec.

## Osobní život
Narodil se 2. června 1977 v Pittsburghu. Jeho otec John, který zemřel v Zacharyho 7 letech, byl italského původu, matka irského. Má bratra Joea. 16. října 2011 prostřednictvím svého blogu učinil veřejný coming out.

## Profesní kariéra
Odpromoval v roce 1995 na Central Catholic High School a v roce 1999 dokončil Carnegie Mellon School of Drama.
Jeho první role byla v roce 1994 v televizním seriálu Dotek anděla. Následně účinkoval v několika dalších seriálech jako například Čarodějky, Kriminálka Las Vegas nebo Odpočívej v pokoji. V roce 2004 dostal příležitost od televize FOX zahrát si počítačového experta Adama Kaufmana v populárním seriálu 24 hodin, k němuž o dva roky později namluvil hlas pro stejnojmennou počítačovou hru. V roce 2006 se objevil po boku Tori Spelling jako její gay nejlepší přítel v komediálním seriálu So noTORIous.
Ve stejném roce dostal nabídku od televize NBC hrát v seriálu Hrdinové (Heroes). V této dosud největší roli ztvárnil nebezpečného sériového vraha Gabriela „Sylara“ Graye, obdařeného nadpřirozenými schopnostmi. V roce 2009 si zahrál postavu Spocka ve filmu Star Trek režiséra J. J. Abramse. Tuto roli si zopakoval i v následujících snímcích Star Trek: Do temnoty (2013) a Star Trek: Do neznáma (2016).

## Filmografie (výběr)
- Dotek anděla / Touched by an Angel (2001, TV seriál) Mike
- Kriminálka Las Vegas / CSI: Crime Scene Investigation (2002, TV seriál) Mitchell Sullivan
- Odpočívej v pokoji / Six Feet Under (2003, TV seriál) student
- Čarodějky / Charmed (2003, TV seriál) čaroděj
- 24 hodin / 24 (2003–2004, TV seriál) Adam Kaufman
- So noTORIous (2006, TV seriál) Sasan
- Hrdinové / Heroes (2006–2010, TV seriál) Sylar
- Star Trek (2009) Spock
- Rukojmí / Hostage: A Love Story (2009) ozbrojený zločinec
- Girl Walks Into a Bar (2011) Nick
- American Horror Story: Murder house (2011) Chad Warwick
- American Horror Story: Asylum (2012) Dr. Oliver Thredson
- Star Trek: Do temnoty (2013) Spock
- I Am Michael[3] (2015) Bennett
- Star Trek: Do neznáma (2016) Spock